# Muriel Bielenberg
Muriel Bielenberg (* 31. Oktober 1994 in Hamburg) ist eine deutsche Schauspielerin, Synchronsprecherin und Hörspielsprecherin.

## Leben
Von 2005 bis 2012 besuchte Bielenberg die Circusschule TriBühne in Hamburg. Anschließend war sie ein Jahr lang Teilnehmerin des Projekts TheaterTotal in Bochum. Sie studierte Schauspiel an der Hochschule für Musik und Theater Hamburg von 2014 bis 2018. 2017 erhielt sie den Ensemblepreis beim Bundeswettbewerb deutschsprachiger Schauspielstudierender.
Bielenberg war 2019 am deutschen Schauspielhaus Hamburg in Die Stadt der Blinden zu sehen. Des Weiteren spielte sie die Eva in Jugend ohne Gott am Theater der Jugend in Wien.
Ihr Filmdebüt feierte Bielenberg 2012 im Fernsehfilm Weihnachten … ohne mich, mein Schatz!. Es folgten viele Kurzfilme und Episodenrollen in deutschen Fernsehserien wie Notruf Hafenkante, Die Pfefferkörner, Inga Lindström, Heldt und Großstadtrevier. Bielenberg ist in der dritten Staffel von Charité als Christa Rösler zu sehen.
Muriel Bielenberg ist die deutsche Stimme von Emma Corrin, als Lady Diana in The Crown, Elyfer Torres und Haley Bennett, als Roxanne in Cyrano.

## Filmografie
- 2011: Weihnachten … ohne mich, mein Schatz! (Fernsehfilm)
- 2015: Lindenstraße (Fernsehserie, 6 Episoden)
- 2015: Rhythmus (Kurzfilm)
- 2015: Calvin Fragmenti
- 2015: Famulus (Kurzfilm)
- 2016: Yahrzeit (Kurzfilm)
- 2017: Heldt (Fernsehserie, Episode 5x13)
- 2018: In aller Freundschaft – Die jungen Ärzte (Fernsehserie, Episode 4x23)
- 2018: Inga Lindström – Die Braut vom Götakanal (Fernsehfilm)
- 2018: Stadt, Land, Baum (Kurzfilm)
- 2019: Die Pfefferkörner (Fernsehserie, Episode 16x11)
- 2019: Charité (Fernsehserie, 4 Episoden)
- 2019: Furioso
- 2020: Notruf Hafenkante (Fernsehserie, Episode 14x24)
- 2021: Morden im Norden (Fernsehserie, Episode Der Lauf der Welt)
- 2021: Bettys Diagnose (Fernsehserie, Episode Schuld und Familie)
- 2022: SOKO Köln (Fernsehserie, Episode Der gute Doktor)
- 2022: Blutige Anfänger (Fernsehserie, Episode Abgestürzt)
- seit 2023: Tierärztin Dr. Mertens (Fernsehserie)
- 2024: Lena Lorenz: Harter Bruch (Fernsehreihe)
- 2024: Marie Brand (Fernsehserie, Episode Marie Brand und die lange Nase)
- 2024: Letzte Spur Berlin (Fernsehserie, Episode Zugehörig)

## Synchronarbeiten
- 2018 Devil’s Line, Yui Ishikawa als Tsukasa Taira
- 2019 Ernest & Rebecca, als Coralie
- 2019 Ramy, Alexis G. Zall als Mikaela
- 2020 Betty in New York, Elyfer Torris als Betty
- 2020 The Crown, Emma Corrin als Lady Diana
- 2023: Navy CIS: Hawaiʻi, Sierra Swartz als Cassandra Souza

## Hörbücher
- 2018 Hazelwood – Wo alles beginnt, Melissa Albert, Oetinger Audio[7] ISBN 978-3-8373-1086-3
- 2018 Ferien auf Saltkrokan Teil 1, Astrid Lindgren, Oetinger Audio
- 2019 Ferien auf Saltkrokan Teil 2, Astrid Lindgren, Oetinger Audio
- 2019 O Besenstiel, O Besenstiel, Sabine Ludwig, Oetinger Audio
- 2019 Bell und Harry, Jane Gardam, Hörbuch Hamburg
- 2019 Unsere Zukunft ist jetzt! Kämpfe wie Greta Thunberg fürs Klima, Claus Hecking, Charlotte Schönberger, Ilka Sokolowski, Oetinger Audio
- 2019 Silverhorse, Julie Wald, Oetinger Audio

## Theater
- 2019: Die Stadt der Blinden, Regie: Kay Voges (Deutsches Schauspielhaus)
- Jugend ohne Gott, Regie: Petra Wüllenweber (Theater der Jugend)